# Thorictus martinsi
Thorictus martinsi là một loài bọ cánh cứng trong họ Dermestidae. Loài này được Wasmann miêu tả khoa học năm 1925.